# Sagina nodosa
Sagina nodosa là loài thực vật có hoa thuộc họ Cẩm chướng. Loài này được (L.) Fenzl miêu tả khoa học đầu tiên năm 1833.